# Tautobriga euspila
Tautobriga euspila là một loài bướm đêm trong họ Erebidae.